# PBX virtuel
 (janvier 2016).
Si vous disposez d'ouvrages ou d'articles de référence ou si vous connaissez des sites web de qualité traitant du thème abordé ici, merci de compléter l'article en donnant les références utiles à sa vérifiabilité et en les liant à la section « Notes et références ».
Un PBX virtuel ou VPBX est un autocommutateur téléphonique privé géré en ligne via internet et proposé par une tierce partie comme un opérateur de télécommunication. 
Un VPBX peut gérer les lignes fixes (VPBX fixe, également appelé Centrex, service généralement proposé par un opérateur télécom fixe), ou bien les lignes mobiles (VPBX mobile, service proposé par un opérateur de téléphonie mobile). Une solution hybride gère à la fois les lignes fixes et mobiles. La société utilisant un VPBX s'affranchit d'un système physique dont la maintenance est coûteuse (PBX classique) tout en bénéficiant des mêmes fonctionnalités : redirection d'appels, règles de routage entre les numéros, etc.
Le nom VPBX provient du terme anglais « Virtual Private Automatic Branch eXchange ».